# Свистула, Павел Иванович
Павел Иванович Свистула — заведующий овцетоварной фермой колхоза «Красный Октябрь» Арзгирского района Ставропольского края, Герой Социалистического Труда.

## Биография
Родился в 1923 году в Арзгире. Член КПСС.
Участник Великой Отечественной войны, в действующей армии с 6 марта 1942 года.
В 1946—1991 гг. — колхозник, пастух, заведующий овцетоварной фермой колхоза «Красный Октябрь» Арзгирского района Ставропольского края.
Указом Президиума Верховного Совета СССР от 8 апреля 1971 года за выдающиеся успехи, достигнутые в развитии сельскохозяйственного производства и выполнении пятилетнего плана продажи государству продуктов земледелия и животноводства, Свистуле Павлу Ивановичу присвоено звание Героя Социалистического Труда с вручением ордена Ленина и золотой медали «Серп и Молот».
Избирался депутатом Верховного Совета РСФСР 8-го созыва.
Живёт в селе Кочубеевском.

## Награды
- Медаль «Серп и Молот» (08.04.1971)
- Два ордена Ленина (22.03.1966; 08.04.1971)
- Орден Отечественной войны 2-й степени (11.03.1985)
- медали, в том числе:
  - «За доблестный труд»
  - «Ветеран труда»
  - две золотые медали ВДНХ СССР.